# 布拉克斯 (洛特-加龙省)
布拉克斯（法語：Brax，法語發音：[bʁaks]）是法国洛特-加龙省的一个市镇，位于该省东南部，省会阿让市区以西大约5公里，属于阿让区和阿让城市圈公共社区。

## 地理
布拉克斯（44°12'11"N, 0°33'6"E）面积8.8 平方千米，位于法国新阿基坦大区洛特-加龍省，该省份为法国西南部内陆省份，北起多爾多涅省，西接吉倫特省和朗德省，南至热尔省，东临塔恩-加龙省和洛特省。
与布拉克斯接壤的市镇（或旧市镇、城区）包括：科莱拉克-圣锡尔克、勒帕萨日、罗克福尔、布吕伊约伊地区圣科隆布。
布拉克斯的时区为UTC+01:00、UTC+02:00（夏令时）。

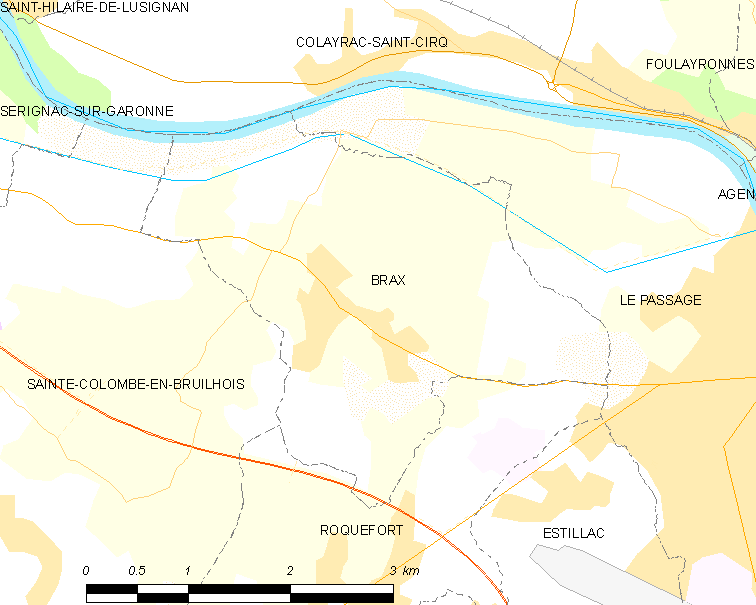
布拉克斯的OSM定位图

## 行政
布拉克斯的邮政编码为47310，INSEE市镇编码为47040。

## 政治
布拉克斯所属的省级选区为阿让西部县。

## 人口

1962-2008年间布拉克斯人口变化图示

布拉克斯于2022年1月1日时的人口数量为2103人。

## 交通
洛特-加龙省省道D119线和D292线在布拉境内交汇。